# Calotes nigrilabris
Calotes nigrilabris är en ödleart som beskrevs av  Peters 1860. Calotes nigrilabris ingår i släktet Calotes och familjen agamer. Inga underarter finns listade.